# Aledo (Illinois)
Aledo ist eine Kleinstadt und der Verwaltungssitz des Mercer County im Westen des US-amerikanischen Bundesstaates Illinois. Das U.S. Census Bureau hat bei der Volkszählung 2020 eine Einwohnerzahl von 3.633 ermittelt.

## Geografie
Die Stadt erstreckt sich über eine Fläche von 6 km², die ausschließlich aus Landfläche besteht.
Aledo liegt 24 Kilometer östlich des Mississippi Rivers, der die Grenze nach Iowa bildet. Durch Aledo führt die Illinois State Route 94, in die westlich der Stadt die Illinois State Route 17 einmündet und in der Stadtmitte wieder in östlicher Richtung abzweigt.
Nach Rock Island in den Quad Cities sind es von Aledo 46 Kilometer in nordnordöstlicher Richtung, Chicago liegt 314 Kilometer im Osten, Peoria 136 Kilometer im Südosten, Illinois’ Hauptstadt Springfield 235 Kilometer in südsüdöstlicher Richtung und Iowas Hauptstadt Des Moines befindet sich 290 Kilometer westlich von Aledo.

## Demografische Daten
Bei der Volkszählung im Jahre 2000 wurde eine Einwohnerzahl von 3613 ermittelt. Diese verteilten sich auf 1506 Haushalte in 1016 Familien. Die Bevölkerungsdichte lag bei 622,8/km². Es gab 1588 Gebäude, was einer Bebauungsdichte von 273,7/km² entspricht.
Die Bevölkerung bestand im Jahre 2000 aus 98,34 % Weißen, 0,44 % Afroamerikanern, 0,11 % Indianern, 0,30 % Asiaten und 0,19 % anderen. 0,61 % gaben an, von mindestens zwei dieser Gruppen abzustammen. 0,72 % der Bevölkerung bestand aus Hispanics, die verschiedenen der genannten Gruppen angehörten.
23,4 % waren unter 18 Jahren, 7,1 % zwischen 18 und 24, 24,5 % von 25 bis 44, 34,3 % von 45 bis 64 und 20,7 % 65 und älter. Das durchschnittliche Alter lag bei 42 Jahren. Auf 100 Frauen kamen statistisch 86,6 Männer, bei den über 18-Jährigen 83,8.
Das durchschnittliche Einkommen pro Haushalt betrug $33.449, das durchschnittliche Familieneinkommen $41.934. Das Einkommen der Männer lag durchschnittlich bei $35.233, das der Frauen bei $21.271. Das Pro-Kopf-Einkommen belief sich auf $18.498. Rund 7,1 % der Familien und 8,1 % der Gesamtbevölkerung lagen mit ihrem Einkommen unter der Armutsgrenze.